# 마누엘 2세 (포르투갈)
마누엘 2세(포르투갈어: Manuel II, 1889년 11월 15일 ~ 1932년 7월 2일)는 포르투갈 왕국의 마지막 국왕(재위: 1908년 2월 1일 ~ 1910년 10월 5일)이다.
카를루스 1세 국왕과 그의 아내인 아멜리 도를레앙의 둘째 아들로 태어났다. 1908년 카를루스 1세 국왕이 암살당할 때 그의 형이자 왕세자였던 루이스 필리프가 함께 암살당하면서 왕위에 오르게 되었다.
1910년 10월 5일 혁명을 계기로 포르투갈에서 군주제가 폐지되면서 퇴위했다. 퇴위 이후인 1913년 9월 4일에는 아우구스테 빅토리아 호엔촐레른지크마링겐 공녀와 결혼했으나 자녀가 없었기 때문에 친척인 두아르트 누노 왕자한테 명목상의 포르투갈과 알가르브의 국왕 직위를 넘겨주었다. 훗날 포르투갈에서 중요하다고 여겨지는 역사책을 저술했다.